# Back to the Soil
Back to the Soil est un film muet américain réalisé par Thomas H. Ince et sorti en 1911.

## Fiche technique
- Réalisation : Thomas H. Ince
- Production : Carl Laemmle
- Date de sortie : États-Unis : 8 juin 1911

## Distribution
- King Baggot
- Mary Pickford : Sadie Allen
- Owen Moore : George Dupont